# Sông Nông Giang
Sông Nông Giang là một con sông đổ ra Sông Châu Giang. Sông có chiều dài 25 km và diện tích lưu vực là km². Sông Nông Giang chảy qua các tỉnh Hà Nội, Hà Nam.